# Lomographa nubimargo
Lomographa nubimargo är en fjärilsart som beskrevs av W. Warren 1897. Lomographa nubimargo ingår i släktet Lomographa och familjen mätare. Inga underarter finns listade i Catalogue of Life.